# Calamaria abramovi
Calamaria abramovi — вид змій родини полозових (Colubridae). Ендемік В'єтнаму.

## Поширення і екологія
Calamaria abramovi відомі за двома зразками, зібраними на схилах гори Нгоклінь в Аннамських горах, на території провінції Контум у Центральному В'єтнамі, на висоті 1550—1700 м над рівнем моря. Вони живуть у гірських тропічних лісах, на берегах струмків.